# 克拉维尔 (莱桑德利区)
克拉维尔（法語：Crasville）是法国厄尔省的一个市镇，位于该省中部，属于莱桑德利区。

## 交通
厄尔省省道D52线和D108线经过境内。